# Duque de Sutherland
Duque de Sutherland é um título de nobreza que foi criado no Pariato do Reino Unido por Guilherme IV do Reino Unido em 1833 para George Leveson-Gower, 2.º Marquês de Stafford.
Uma série de casamentos com herdeiras de membros da família Leveson-Gower fez dos Duques de Sutherland uma das famílias de proprietários de terras mais ricas do Reino Unido. O título permaneceu na família Leveson-Gower até a morte do 5.º Duque de Sutherland em 1963, quando passou para John Egerton, 5.º Conde de Ellesmere da família Egerton.

## Títulos subsidiários
Os títulos subsidiários do Duque de Sutherland são: 
- Marquês de Stafford (criado em 1786);
- Conde Gower (1746);
- Conde de Ellesmere, de Ellesmere no Condado de Shropshire (1846);
- Visconde Trentham, de Trentham no Condado de Stafford (1746);
- Visconde Brackley, de Brackley no condado de Northampton (1846);
- Barão Gower, de Sittenham no condado de York (1703).

O Marquesado de Stafford, o condado de Gower e o viscondado de Trentham estão no Pariato da Grã-Bretanha; o Ducado, o Condado de Ellesmere e o Viscondado de Brackley no Pariato do Reino Unido; e o Baronato de Gower no Pariato da Inglaterra. O Duque é também um Baronete, de Sittenham no condado de York, um título criado no Pariato da Inglaterra em 1620. Entre 1839 e 1963, os duques também detinham os títulos de Lorde Strathnaver e Conde de Sutherland, ambos no Pariato da Escócia. Os títulos escoceses chegaram à família através do casamento do primeiro duque com Elizabeth Sutherland, 19.ª Condessa de Sutherland.

## História da família
Thomas Gower foi criado baronete, de Sittenham no Condado de York, por Jaime I de Inglaterra em 1620. Este título pertencia à Baroneteza de Inglaterra. O seu filho Thomas, o segundo Baronete, casou-se com Frances, filha de John Leveson. O neto deles, William, o quarto Baronete (que sucedeu ao seu irmão mais velho solteiro), adotou o apelido adicional de Leveson. William casou-se com Jane (falecida em 1696), filha de John Granville, 1.º Conde de Bath e irmã de Grace Carteret, 1.ª Condessa Granville. O filho deles, John, o quinto Baronete, foi elevado no Pariato da Inglaterra como Barão Gower, de Sittenham no Condado de York, em 1706. O seu filho, o segundo Barão, serviu três vezes como Lorde do Selo Privado. Em 1746, foi criado Visconde Trentham, de Trentham no Condado de Stafford, e Conde Gower. Ambos os títulos pertencem ao Pariato da Grã-Bretanha. O seu filho mais velho sobrevivente do seu primeiro casamento, Granville, o segundo Conde, também foi um político proeminente. Em 1786, foi criado Marquês de Stafford no Pariato da Grã-Bretanha. Lorde Stafford casou-se em segundo lugar com Lady Louisa Egerton, filha de Scroop Egerton, 1.º Duque de Bridgewater. O seu filho do seu terceiro casamento com Lady Susanna Stewart, Lorde Granville Leveson-Gore, foi criado Conde Granville em 1833, uma revivificação do título criado para a sua tia-avó em 1715.
Lorde Stafford foi sucedido pelo seu filho mais velho do seu segundo casamento, George. Este casou-se com Elizabeth Sutherland, 19.ª Condessa de Sutherland. Em 1803, herdou as vastas propriedades do seu tio materno Francis Egerton, 3.º Duque de Bridgewater. Em 1833, foi criado Duque de Sutherland no Pariato do Reino Unido pelo seu apoio ao Ato de Reforma de 1832.

## Expulsões das Terras Altas
O 1.º Duque e Duquesa de Sutherland permanecem controversos pelo seu papel nas Expulsões das Terras Altas, quando milhares de arrendatários foram expulsos e reassentados em aldeias costeiras. Isto permitiu que as terras desocupadas fossem usadas para a criação extensiva de ovelhas, substituindo a agricultura mista praticada pelos ocupantes anteriores. Isto fez parte da Revolução Agrícola Escocesa. As mudanças na propriedade de Sutherland foram motivadas por dois objetivos principais. O primeiro era aumentar a receita de aluguel da propriedade: os criadores de ovelhas podiam pagar aluguéis muito mais altos. O segundo era remover a população dos riscos recorrentes de fome.
A opinião histórica difere quanto à relevância e gravidade dos anos de fome, mas a maioria não contesta que a região das Terras Altas permaneceu a única parte da Grã-Bretanha continental afetada desta forma naquela época.
O futuro 1.º Duque tornou-se proprietário da Propriedade de Sutherland (que compreendia grande parte do condado de Sutherland) no seu casamento com Elizabeth Sutherland, a Condessa de Sutherland, em 1785. Apesar das convenções da época, Lady Sutherland reteve o controlo da gestão da propriedade, em vez de passar esta responsabilidade para o seu marido.
As Expulsões de Sutherland não começaram até ao século XIX, principalmente devido à insuficiência de capital – um problema que foi resolvido quando, em 1803, George Leveson-Gower, o futuro 1.º Duque herdou uma enorme fortuna do Duque de Bridgewater. O atraso restante foi que muitos arrendamentos não expiraram até 1807 ou mais tarde, mas foram elaborados planos para que o interior da propriedade fosse dedicado a grandes quintas de ovelhas, com novos assentamentos a serem construídos para os habitantes deslocados. Um início experimental foi dado a isto com o arrendamento da primeira grande quinta de ovelhas em Lairg em 1807, envolvendo a remoção de cerca de 300 pessoas. Muitos destes não aceitaram as suas novas casas e emigraram, para a insatisfação da gestão da propriedade e de Lady Sutherland.
O desagrado da Senhora Sutherland com os eventos foi aumentado por relatórios críticos de um pequeno jornal londrino, o "Military Register", de abril de 1815. Estes foram logo reproduzidos em jornais maiores. Eles provinham de Alexander Sutherland, que, junto com seu irmão John Sutherland de Sciberscross, eram opositores da desocupação. Alexander, após servir como capitão no exército, teve frustradas suas esperanças de assumir arrendamentos na propriedade Sutherland e agora trabalhava como jornalista em Londres. Ele estava, portanto, em uma posição privilegiada para causar problemas para a propriedade.
A (efetiva) demissão de Sellar colocou-o no papel de bode expiatório, evitando assim uma análise crítica adequada das políticas da propriedade.:388 As desocupações continuaram sob a supervisão de Frances Suther e o controle geral de James Loch. Durante 1816 e 1817, condições de fome afetaram a maioria das áreas interiores e a propriedade teve que fornecer assistência àqueles que estavam destituídos. Isso alterou a política sobre emigração: se os inquilinos quisessem emigrar, a propriedade não se oporia, mas ainda não havia incentivo ativo.
Em 1818, um grande (talvez o maior) programa de desocupação foi colocado em prática, durando até 1820. Loch deu instruções enfáticas destinadas a evitar outro desastre de relações públicas: os atrasos no pagamento do aluguel poderiam ser desculpados para aqueles que cooperassem, tempo deveria ser concedido e os aluguéis para as novas terras deveriam ser fixados o mais baixo possível.
O processo não começou bem. O Reverendo David Mackenzie de Kildonan escreveu a Loch em nome das 220 famílias que deveriam ser desocupadas de sua paróquia. Ele desafiou a premissa básica da desocupação: que as pessoas de uma região interior poderiam ganhar a vida nas suas novas terras costeiras. Loch estava determinado que as remoções acontecessem independentemente das objeções. No entanto, ao mesmo tempo, Suther e o agente local da propriedade estavam apontando para Loch que poucas das novas terras eram de qualidade aceitável. Alguns inquilinos estavam considerando se mudar para fora da propriedade, seja para Caithness ou emigrar para a América ou para o Cabo da Boa Esperança, o que Suther incentivava ao perdoar seus atrasos no aluguel. De forma mais positiva, os preços do gado estavam altos em 1818. No final, as desocupações daquele ano ocorreram sem protestos sérios.
Os dois anos seguintes tiveram desocupações muito maiores: 425 famílias (cerca de 2.000 pessoas) em 1819 e 522 famílias em 1820. Loch estava ansioso para agir rapidamente, enquanto os preços do gado estavam altos e havia uma boa demanda por arrendamentos de fazendas de ovelhas. Não houve resistência em 1819, mas Sutherland, apesar de instruções precisas em contrário, usou fogo para destruir as casas desocupadas.

## Propriedades
De acordo com o testamento do Duque de Bridgewater, as propriedades Egerton passaram, com a morte do primeiro Duque de Sutherland, para seu terceiro filho, mas segundo filho sobrevivente, Lorde Francis Leveson-Gower, que mudou seu sobrenome para Egerton por licença real. Em 1846, ele foi criado Visconde Brackley e Conde de Ellesmere.
O Duque foi sucedido por seu filho mais velho e homônimo George, o segundo Duque. Em 1839, ele também sucedeu sua mãe nos antigos títulos escoceses de Conde de Sutherland e Lord Strathnaver. Seu filho mais velho, o terceiro Duque, casou-se com Anne Hay-Mackenzie, que em 1864 foi criada Condessa de Cromarty, com remanescente para seus filhos mais novos.
O seu neto, o quinto Duque, sucedeu ao título aos 25 anos em 1913. Em 1914, decidiu, com a eclosão da Primeira Guerra Mundial, que era imprudente ter tanta riqueza atada em terras e propriedades. Ele vendeu a propriedade da família em Staffordshire, exceto Lilleshall Hall e 50 acre(s)s (20 ha) de jardins. Ele então decidiu que queria viver mais perto de Londres e vendeu todo o pacote em 1917 para John Lee. O Duque não tinha filhos; com sua morte em 1963, a linha do filho mais velho do primeiro Duque se extinguiu. Ele foi sucedido no condado de Sutherland e na lordship de Strathnaver, que poderiam ser herdados por mulheres, pela sua sobrinha Elizabeth. Elizabeth também herdou a maior parte da riqueza de seu tio, mas o ducado e outros títulos só poderiam ser passados para herdeiros do sexo masculino, e foram herdados por seu terceiro primo em grau, John Sutherland Egerton, 5.º Conde de Ellesmere, que se tornou o 6.º Duque de Sutherland também. Ele era um bisneto do primeiro Conde de Ellesmere, terceiro filho do primeiro Duque de Sutherland. Ele também morreu sem filhos e foi sucedido por seu primo de primeiro grau, Francis Ronald Egerton, o sétimo e atual duque, neto do Hon. Francis William George Egerton, segundo filho do terceiro Conde de Ellesmere.
Hoje, a maior parte da riqueza do Duque está na forma da coleção de arte montada pelo tio do primeiro duque, Francis Egerton, 3.º Duque de Bridgewater, que havia sido herdada pela linha Ellesmere da família. Em 2003, o novo Duque vendeu a obra Vênus Anadyomene de Titian para a Galeria Nacional da Escócia. Em 2009, ele vendeu outras duas obras-primas de Titian: Diana e Calisto e Diana e Acteon, mas ainda é o proprietário de outras obras-primas, como um autorretrato de 1657 de Rembrandt, a Madona de Bridgewater de Raphael e a série de Sacramentos do mestre francês Nicolas Poussin.

## Outros membros da família
- William Gower, filho mais novo de William, o quarto Baronet, foi Membro do Parlamento por Ludlow.
- William Leveson-Gower, segundo filho de John, primeiro Barão Gower e neto do quarto Baronet, foi Membro do Parlamento por Stafford. Thomas Leveson-Gower, terceiro filho do primeiro Barão, foi Membro do Parlamento por Newcastle-under-Lyme. Baptist Leveson-Gower, quarto filho do primeiro Barão, também foi Membro do Parlamento por Newcastle-under-Lyme.
- Richard Leveson-Gower, quarto filho do primeiro Conde, foi Membro do Parlamento por Lichfield. John Leveson-Gower (1740–1792), sexto filho do primeiro Conde, foi Almirante na Marinha Real.
- Frederick Neville Sutherland Leveson-Gower, filho de Lord Albert Leveson-Gower, filho mais novo do segundo Duque, atuou como Membro do Parlamento por Sutherland. Lord Ronald Gower, filho mais novo do segundo Duque, foi político, escultor e escritor.
- Henry 'Shrimp' Leveson Gower, nasceu em Titsey Place, perto de Oxted em Surrey, o sétimo de doze filhos de Granville William Gresham Leveson-Gower JP DL FSA, por sua esposa The Hon Sophia Leveson Gower LJStJ (nascida Leigh).

## Solar da família
O solar da família era originalmente Lilleshall Hall e, mais tarde, solares familiares mais grandiosas incluíram Trentham Hall, Castelo Dunrobin e Cliveden. O local tradicional de sepultamento dos Duques de Sutherland da família Leveson-Gower era o Mausoléu Trentham, um mausoléu listado como grau I em Trentham, Stoke-on-Trent.
No século XIX e início do século XX, a residência da família em Londres era Stafford House, que foi avaliada como a residência privada mais valiosa de Londres.
A sede atual do duque está em Mertoun House em St. Boswells, na Escócia.

## Duques de Sutherland
| # | Nome                                                        | Período de Vida | Esposa(s)                                         | Notas                                        |
| - | ----------------------------------------------------------- | --------------- | ------------------------------------------------- | -------------------------------------------- |
| 1 | George Leveson-Gower, 1.º Duque de Sutherland               | 1758–1833       | Elizabeth Sutherland, 19.ª Condessa de Sutherland | Filho mais velho do 1.º Marquês de Stafford. |
| 2 | George Sutherland-Leveson-Gower, 2.º Duque de Sutherland    | 1786–1861       | Harriet Elizabeth Howard                          | Filho mais velho do 1.º Duque                |
| 3 | George Sutherland-Leveson-Gower, 3.º Duque de Sutherland    | 1828–1892       | (1) Anne Hay-Mackenzie, Condessa de Cromartie     | Filho do 2.º Duque                           |
| 3 | George Sutherland-Leveson-Gower, 3.º Duque de Sutherland    | 1828–1892       | (2) Mary Caroline Blair                           | Filho do 2.º Duque                           |
| 4 | Cromartie Sutherland-Leveson-Gower, 4.º Duque de Sutherland | 1851–1913       | Millicent St Clair-Erskine                        | Filho mais velho do 3.º Duque                |
| 5 | George Sutherland-Leveson-Gower, 5.º Duque de Sutherland    | 1888-1963       | (1) Eileen Butler                                 | Filho mais velho do 4.º Duque                |
| 5 | George Sutherland-Leveson-Gower, 5.º Duque de Sutherland    | 1888-1963       | (2) Clare Josephine O'Brien                       | Filho mais velho do 4.º Duque                |
| 6 | John Egerton, 6.º Duque de Sutherland                       | 1915-2000       | Diana Percy                                       | Filho do 4.º Conde de Ellesmere              |
| 7 | Francis Egerton, 7.º Duque de Sutherland                    | n. 1940         | Victoria Mary Burrell                             | Primo do 6.º Duque Incumbente                |

## Linha de sucessão atual
- John Leveson-Gower, 1.º conde Gower  (1694–1754)
  -  Granville Leveson-Gower, 1.º Marques de Stafford (1721–1803)
    -  George Leveson-Gower, 1.º Duque de Sutherland (1758–1833)
      -  Francis Egerton, 1.º conde de Ellesmere (1800–1857)
        -  George Egerton, 2.º conde de Ellesmere (1823–1862)
          -  Francis Egerton, 3.º conde de Ellesmere (1847–1914)
            - Hon. Thomas Henry Frederick Egerton (1876–1953)
              - Reginald Cyril Egerton (1905–1992)
                -  Francis Egerton, 7.º Duque de Sutherland (n. 1940)
                  - (1). James Granville Egerton, Marquess of Stafford (n. 1975)
                  - (2). Lord Henry Alexander Egerton (n. 1977)

        - Admiral Hon. Francis Egerton (1824–1895)
          - William Francis Egerton (1868–1949)
            - Francis Egerton (1896–1935)
              - Anthony Francis Egerton (1921–1985)
                - (3). Simon Francis Cavendish Egerton (n. 1949)

              - Michael Godolphin Egerton (1924–1979)
                - (4). Nicholas Egerton (n. 1967)

              - David William Egerton (1930–2012)
                - (5). Frank Egerton (n. 1959)

    -  Granville Leveson-Gower, 1.º conde de  (1773–1846)
      -  Earls Granville (em sucessão ao Marquês de Stafford)

  - Rear-Admiral Hon. John Leveson-Gower (1740–1792)
    - General John Leveson-Gower (1774–1816)
      - John Leveson-Gower (1802–1883)
        - Hugh Broke Boscawen Leveson-Gower (1836–1890)
          - Charles Cameron Leveson-Gower (1866–1951)
            - Harold Boscawen Leveson-Gower (1905–1973)
              - Charles Murrough Leveson-Gower (1933–1983)[13]
                - questão masculina em sucessão ao condado de Gower

    - William Leveson-Gower (1779–1851)
      - William Leveson-Gower (1806–1860)
        - Granville William Gresham Leveson-Gower (1838–1895)
          - Evelyn Marmaduke Gresham Leveson-Gower (1872–1938)
            - descendentes de linha masculina em sucessão ao condado de Gower